# 15627 Hong
A 15627 Hong (ideiglenes jelöléssel 2000 HW52) a Naprendszer kisbolygóövében található aszteroida. A LINEAR projekt keretében fedezték fel 2000. április 29-én.